# Кућа у Лењиновој улици бр. 14 у Сенти
Кућа у Лењиновој улици бр. 14 у Сенти, подигнута 1896/1897. године, представља непокретно културно добро као споменик културе.
Кућу је пројектовао за своје потребе архитекта Владимир Николић, познат по изградњи репрезентативног Патријаршијског двора у Сремским Карловцима, који је грађен 1892—1893. године. Иако је планирао да се пресели у Сенту, до краја живота 1922. године, провео је у Сремским Карловцима, у кући грађеној у 18. веку која је била у власништву Карловачке гимназије и са којом је редовно на две-три године правио закупни уговор.

## Архитектура куће
Репрезентативна кућа са основом у облику ћириличног слова „П” изграђена је на уличној регулацији и на пространој парцели као објекат са стилским одликама зрелог историцизма, који носе преовладавајуће елементе необарокне орнаментике. Да би ова кућа могла бити изграђена претходно је порушена стара породична кућа у којој је и рођен велики архитекта. Уз главну кућу су истовремено грађена и од ње нешто нижа дворишна крила, чиме је формирано затворено двориште атријумског типа.
Организација отвора на главној фасади била је условљена основним распоредом у ентеријеру. Централно постављеном ајнфорт капијом извршена је симетрична подела простора на два велика шестособна стана, а бочно су постављени плитки ризалити. Сокла је истакнута и са горње стране хоризонтално наглашена испустом од пола опеке. Зидно платно је малтерисано и украшено плитким, хоризонталним фугама. Вертикале углова ризалита наглашене су, на местима уобичајеним за пиластре, призматичним декоративним елементима.
Сви отвори на објекту су полукружно засведени, са „Т” поделом окана, фланкирани пиластрима који завршавају псеудокапителима са јонским волутама, а са горње стране сведено у необарокном забату је богатство испреплетене декоративне орнаментике (фронтони, картуше са шкољкама, гирланде са плодовима винове лозе итд.) Парапетна поља на прозорима ризалита (по два двокрилна прозора, спојена и упарена) имају балустраду, а остали прозори испод доњег руба носе декоративни детаљ у виду главе дечака са спиралним завијуцима и биљном пластиком. Површина над капијом је са посебном пажњом орнаментисана. У сведеном пољу, које у горњој зони завршава равним профилисаним архитравом подржаваним конзолама у виду волута, укомпонован је и знак власниковог занимања који је исказан представом шестара и троугла.
Тавански отвори фланкирани су волутастим конзолама, а у самом поткровљу тече фриз зупчастих конзолица. Кров је на две воде, над крилима на једну воду и прекривен је бибер црепом.